# Serie B 1929/30
De Serie B 1929/30 was het eerste seizoen van het tweede niveau van het Italiaans voetbalkampioenschap. De competitie was de opvolger van de Prima Divisione.

## Eindklassement
| Pos | Club               | Pnt | Gs | W  | G  | V  | Dv | Dt | Ds  |                                    |
| --- | ------------------ | --- | -- | -- | -- | -- | -- | -- | --- | ---------------------------------- |
| 1.  | AS Casale Calcio   | 49  | 34 | 22 | 5  | 7  | 84 | 39 | +45 | Promotie naar de Serie A           |
| 2.  | AC Legnano         | 46  | 34 | 19 | 8  | 7  | 56 | 31 | +25 | Promotie naar de Serie A           |
| 3.  | La Dominante       | 42  | 34 | 18 | 6  | 10 | 53 | 53 | 0   |                                    |
| 4.  | Fiorentina         | 40  | 34 | 16 | 8  | 10 | 64 | 39 | +25 |                                    |
| 5.  | AC Pistoiese       | 40  | 34 | 17 | 6  | 11 | 46 | 36 | +10 |                                    |
| 6.  | Hellas Verona      | 39  | 34 | 17 | 5  | 12 | 48 | 47 | +1  |                                    |
| 7.  | AC Venezia         | 38  | 34 | 17 | 4  | 13 | 60 | 58 | +2  |                                    |
| 8.  | Atalanta Bergamo   | 37  | 34 | 11 | 15 | 8  | 37 | 26 | +11 |                                    |
| 9.  | AS Bari            | 36  | 34 | 16 | 4  | 14 | 72 | 40 | +32 |                                    |
| 9.  | Novara Calcio      | 36  | 34 | 15 | 6  | 13 | 63 | 41 | +22 |                                    |
| 11. | AC Monfalcone      | 35  | 34 | 16 | 3  | 15 | 57 | 44 | +13 |                                    |
| 12. | Parma FC           | 32  | 34 | 12 | 8  | 14 | 38 | 57 | -19 |                                    |
| 13. | US Lecce           | 30  | 34 | 11 | 8  | 15 | 39 | 44 | -5  |                                    |
| 13. | Spezia Calcio 1906 | 30  | 34 | 12 | 6  | 16 | 36 | 54 | -18 |                                    |
| 15. | AS Biellese 1902   | 25  | 34 | 11 | 3  | 20 | 34 | 58 | -24 | Degradatie naar de Prima Divisione |
| 16. | AC Reggiana 1919   | 23  | 34 | 8  | 7  | 19 | 45 | 75 | -30 | Degradatie naar de Prima Divisione |
| 17. | AC Prato           | 17  | 34 | 5  | 7  | 22 | 27 | 71 | -44 | Degradatie naar de Prima Divisione |
| 18. | Fiumana            | 16  | 34 | 6  | 5  | 23 | 26 | 72 | -46 | Degradatie naar de Prima Divisione |

1929/30 ·
1930/31 ·
1931/32 ·
1932/33 ·
1933/34 ·
1934/35 ·
1935/36 ·
1936/37 ·
1937/38 ·
1938/39 ·
1939/40 ·
1940/41 ·
1941/42 ·
1942/43 ·
1943-44 ·
1944-45 ·
1945-46 ·
1945/46 ·
1946/47 ·
1947/48 ·
1948/49 ·
1949/50 ·
1950/51 ·
1951/52 ·
1952/53 ·
1953/54 ·
1954/55 ·
1955/56 ·
1956/57 ·
1957/58 ·
1958/59 ·
1959/60 ·
1960/61 ·
1961/62 ·
1962/63 ·
1963/64 ·
1964/65 ·
1965/66 ·
1966/67 ·
1967/68 ·
1968/69 ·
1969/70 ·
1970/71 ·
1971/72 ·
1972/73 ·
1973/74 ·
1974/75 ·
1975/76 ·
1976/77 ·
1977/78 ·
1978/79 ·
1979/80 ·
1980/81 ·
1981/82 ·
1982/83 ·
1983/84 ·
1984/85 ·
1985/86 ·
1986/87 ·
1987/88 ·
1988/89 ·
1989/90 ·
1990/91 ·
1991/92 ·
1992/93 ·
1993/94 ·
1994/95 ·
1995/96 ·
1996/97 ·
1997/98 ·
1998/99 ·
1999/00 ·
2000/01 ·
2001/02 ·
2002/03 ·
2003/04 ·
2004/05 ·
2005/06 ·
2006/07 ·
2007/08 ·
2008/09 ·
2009/10 ·
2010/11 ·
2011/12 ·
2012/13 ·
2013/14 ·
2014/15 ·
2015/16 ·
2016/17 ·
2017/18 ·
2018/19 ·
2019/20 ·
2020/21